# AnsaldoBreda Driverless
Pour les articles homonymes, voir Ansaldo (homonymie).
Le AnsaldoBreda - Ansaldo STS Driverless Metro est un train électrique, automatisé sans chauffeur utilisé pour la première fois par le Métro de Copenhague en service depuis 2002. Il a ensuite été retenu par plusieurs grandes villes dans le monde.
Le constructeur revendique la première place mondiale dans ce type d'équipement avec 30 % de parts de marché.

## AnsaldoBreda Driverless
Le matériel roulant composant les rames AnsaldoBreda Driverless est composé de voitures de métro AnsaldoBreda normalisées, articulées entre elles. Le nombre de voitures varie selon les différentes lignes de métro. Les rames utilisées sur le réseau de l'Université Princesse Nora bint Abdul Rahman comportent deux voitures. En fait les rames standard AnsaldoBreda Driverless peuvent varier entre trois et six voitures, ce qui permet de composer des trains de 39 à 109 mètres de longueur. Elles ont une largeur standard de 2,65 mètres sauf exception, comme celles du métro de Rome qui mesurent 2,85 m. Les unités varient de 3,4 à 3,85 mètres. Chaque voiture a deux portes de chaque côté, qui mesurent 1,30 m de large et 1,945 m de hauteur. Les voitures ont été dessinées par Giugiaro Design.
Les rames de trois et quatre voitures ont six moteurs asynchrones triphasés par train, chaque moteur donnant une puissance de 105 à 128 kW (141/172 ch), soit pour chaque train une puissance de 630 ou 764 kW (845/1.025 ch). Dans chaque voiture, les deux moteurs sont alimentés par un transistor bipolaire. Ils transforment le courant continu de 750 volts (1500 V à Rome) recueilli à partir du troisième sabot de rail au courant alternatif triphasé utilisé dans les moteurs. Les vitesses maximales des trains sont de 80 ou 90 km/h, avec une capacité d'accélération et de décélération de 1,3 m/s2. Les trains sont entièrement compatibles avec les portes de sécurité installées sur les quais de toutes les gares de Brescia, Rome et Milan et dans les stations de métro de Copenhague.

## Caractéristiques
Le système d'automation intégral Driverless (sans conducteur) permet de gérer une ligne de métro de façon entièrement automatique, sans intervention humaine, avec la garantie de la bonne marche des trains et la sécurité de fonctionnement à tous niveaux notamment la distance de sécurité entre les convois pour éviter les collisions.
Ce système breveté par AnsaldoBreda sous le nom Driverless est déjà opérationnel sur plusieurs lignes de métro dans le monde. Ce système est considéré comme le métro du futur. Actuellement, tous les nouveaux projets des nouvelles lignes de métro sont étudiés avec la mise en œuvre de lignes automatiques. Nombreux sont également les réseaux qui cherchent à convertir les anciennes lignes comme Paris et Londres.
Le système AnsaldoBreda Driverless est construit à partir d'un système novateur baptisé ATC - Automatic Train Control breveté par Ansaldo Trasporti Sistemi Ferroviari et sur une intégration systémique de tous les systèmes de fonctionnement d'une ligne de métro gérée par les automates Ansaldo. 
L’ATC est le résultat d'une longue recherche technologique et mise au point technique. En effet, Ansaldo avait depuis des décennies mis au point des systèmes de conduite automatique des trains avec des sous-systèmes, pour les chemins de fer et les métro, systèmes qui dialoguent entre eux :
1. ATP - Automatic Train Protection, système de protection automatique qui empêche la collision entre les trains et contrôle la vitesse, en service depuis le début du siècle dernier sur les premières lignes de métro ;
2. ATO - Automatic Train Operation, système de conduite automatique ;
3. ATS - Automatic Train Supervision, système de contrôle global du système et de gestion centralisée du trafic.

Le cœur du système automatique intégral ATC est le Poste central opérationnel d'où partent toutes les instructions et commandes : départ, marche et arrêt automatique des trains, ouverture simultanée des portes des rames et celles sur le quai en station, conditionnement des trains, etc. 
Un programme spécifique pour la gestion des urgences permet de gérer en toute sécurité d'éventuelles anomalies qui pourraient interférer sur la marche des trains comme l'absence accidentelle d'énergie électrique ou la détection de fumée.
Une « alarme incendie » bloque le départ du train et une anomalie de fonctionnement sur le roulement des bogies active l'arrêt automatique du convoi pour éviter tout risque d'incendie par frottement en cas de roue bloquée ou de déraillement.
Une présence humaine dans la salle de commande permet de gérer en permanence les images prises par les caméras de surveillance en station et à bord des rames, pour garantir la sécurité des voyageurs. C'est également de cette salle qu'un opérateur pourra, en cas de besoin, communiquer des informations aux passagers dans une rame.